# Essert-Romand
Pour les articles homonymes, voir Essert et Romand (homonymie).
Essert-Romand est une commune française située dans le département de la Haute-Savoie, en région Auvergne-Rhône-Alpes.

## Géographie
Essert-Romand est une petite commune près de Morzine.

## Urbanisme

### Typologie
Au 1er janvier 2024, Essert-Romand est catégorisée commune rurale à habitat dispersé, selon la nouvelle grille communale de densité à sept niveaux définie par l'Insee en 2022.
Elle appartient à l'unité urbaine de Morzine, une agglomération intra-départementale regroupant quatre  communes, dont elle est une commune de la banlieue,,. Par ailleurs la commune fait partie de l'aire d'attraction de Morzine, dont elle est une commune de la couronne,. Cette aire, qui regroupe 8 communes, est catégorisée dans les aires de moins de 50 000 habitants,.

### Occupation des sols
L'occupation des sols de la commune, telle qu'elle ressort de la base de données européenne d’occupation biophysique des sols Corine Land Cover (CLC), est marquée par l'importance des forêts et milieux semi-naturels (86,5 % en 2018), en diminution par rapport à 1990 (89,5 %). La répartition détaillée en 2018 est la suivante : 
forêts (71,8 %), milieux à végétation arbustive et/ou herbacée (14,7 %), zones urbanisées (9,2 %), zones agricoles hétérogènes (4,3 %).
L'IGN met par ailleurs à disposition un outil en ligne permettant de comparer l’évolution dans le temps de l’occupation des sols de la commune (ou de territoires à des échelles différentes). Plusieurs époques sont accessibles sous forme de cartes ou photos aériennes : la carte de Cassini (XVIIIe siècle), la carte d'état-major (1820-1866) et la période actuelle (1950 à aujourd'hui).

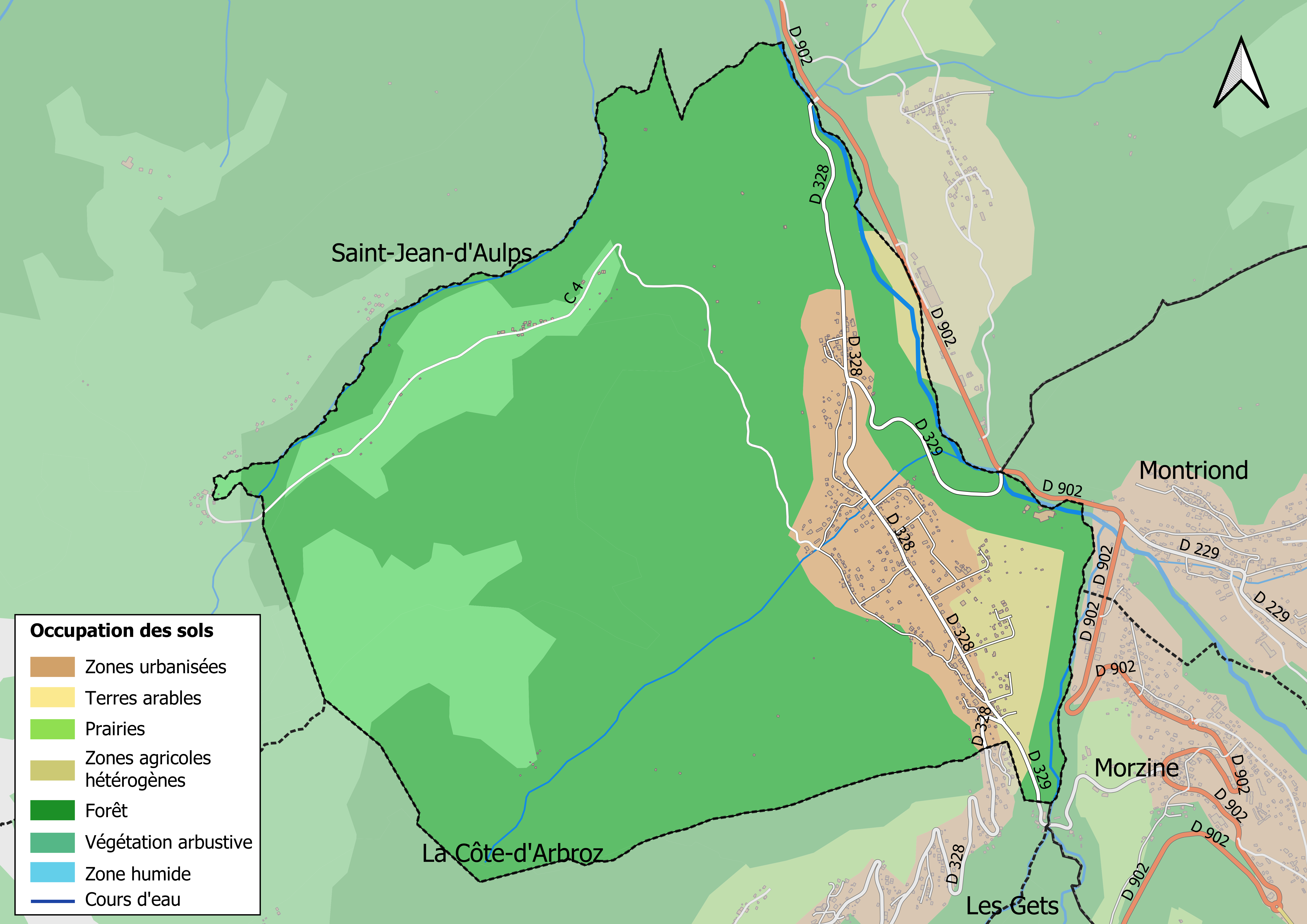
Carte des infrastructures et de l'occupation des sols en 2018 (CLC) de la commune.
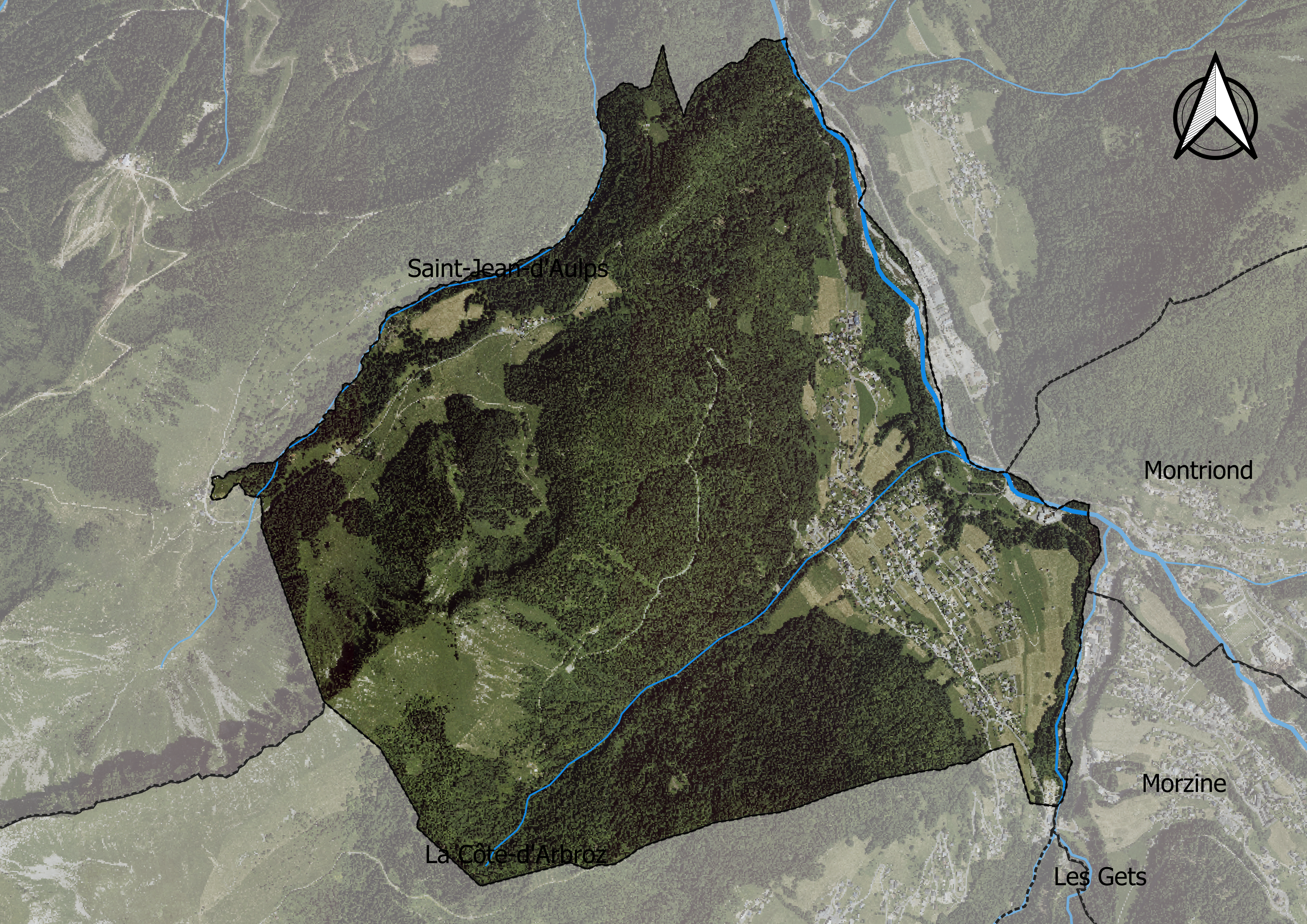
Carte orthophotogrammétrique de la commune.

## Toponymie
Essert-Romand provient du nom romain Essartum Romanorum, c'est-à-dire l'« essart des Romains ». Essert désigne un lieu qui a été essarté, c'est-à-dire défriché (en latin exsarire).
En francoprovençal, le nom de la commune s'écrit Éssarman, selon la graphie de Conflans.

## Histoire
La paroisse d'Essert-Romand, placée sous le patronage de saint Louis de Gonzague, est détachée de celle de Saint-Jean-d'Aulps en 1824. Au 20 décembre 1860, elle devient une commune indépendante.

## Politique et administration

### Rattachements administratifs et électoraux
Du point de vue administratif, la commune fait partie de l'arrondissement de Thonon-les-Bains et avant la réforme territoriale de 2014, faisait partie du canton du Biot dont Le Biot était le chef-lieu. Elle forme avec quinze autres communes depuis janvier 2014 la communauté de communes du Haut-Chablais. Elle fait suite à la communauté de communes de la vallée d’Aulps créé en 1995 comprenant les neuf communes (La Forclaz, La Vernaz, La Baume, Le Biot, Seytroux, Saint Jean d’Aulps, Montriond, Essert-Romand et La Côte d’Arbroz).
Du point de vue électoral, la commune fait partie de la cinquième circonscription de la Haute-Savoie (dont le député est Marc Francina (UMP) depuis les élections de 2012) et, depuis la réforme territoriale de 2014, du canton d'Évian-les-Bains qui compte selon le redécoupage cantonal de 2014 33 communes.

### Liste des maires
| Période                                  | Période  | Identité          | Étiquette | Qualité |
| ---------------------------------------- | -------- | ----------------- | --------- | ------- |
| avant 1981                               | ?        | Jean Voiron       |           |         |
| mars 2001                                | 2010     | Roger Gaillard    |           |         |
| 2010                                     | En cours | Christelle Gaydon |           |         |
| Les données manquantes sont à compléter. |          |                   |           |         |

## Population et société

### Démographie
Les habitants d'Essert-Romand sont appelés les Essert-Romanais,. En patois, ce sont les Essarman.
L'évolution du nombre d'habitants est connue à travers les recensements de la population effectués dans la commune depuis 1861. Pour les communes de moins de 10 000 habitants, une enquête de recensement portant sur toute la population est réalisée tous les cinq ans, les populations de référence des années intermédiaires étant quant à elles estimées par interpolation ou extrapolation. Pour la commune, le premier recensement exhaustif entrant dans le cadre du nouveau dispositif a été réalisé en 2004.

En 2022, la commune comptait 520 habitants, en évolution de +0,78 % par rapport à 2016 (Haute-Savoie : +6,01 %, France hors Mayotte : +2,11 %).
| 1861 | 1866 | 1872 | 1876 | 1881 | 1886 | 1891 | 1896 | 1901 |
| ---- | ---- | ---- | ---- | ---- | ---- | ---- | ---- | ---- |
| 331  | 353  | 354  | 356  | 393  | 350  | 321  | 294  | 263  |

| 1906 | 1911 | 1921 | 1926 | 1931 | 1936 | 1946 | 1954 | 1962 |
| ---- | ---- | ---- | ---- | ---- | ---- | ---- | ---- | ---- |
| 258  | 257  | 246  | 218  | 210  | 207  | 235  | 317  | 248  |

| 1968 | 1975 | 1982 | 1990 | 1999 | 2004 | 2006 | 2009 | 2014 |
| ---- | ---- | ---- | ---- | ---- | ---- | ---- | ---- | ---- |
| 225  | 227  | 259  | 322  | 353  | 383  | 409  | 426  | 509  |

| 2019 | 2022 | - | - | - | - | - | - | - |
| ---- | ---- | - | - | - | - | - | - | - |
| 512  | 520  | - | - | - | - | - | - | - |

### Enseignement
La commune d'Essert-Romand est située dans l'académie de Grenoble. En 2016, elle administre une école élémentaire, regroupant 30 élèves.

## Culture locale et patrimoine

### Personnalités liées à la commune
Rosy Ferri Pisani, née Renucci, conseillère territoriale à l'Assemblée de Corse, groupe Corse Social Démocrate.

### Lieux et monuments
- L'église Saint-Louis-de-Gonzague (XIXe siècle).

### Héraldique
| Armes d'Essert-Romand | Les armes d'Essert-Romand se blasonnent ainsi : D'argent semé de billettes de sable, et brochant sur le semé, au lion du même armé et lampassé de gueules, accompagné de deux outils d'essartage d'or emmanchés aussi de gueules, adossés, un émondoir posé en bande à dextre et un merlin posé en barre à senestre, au chef de gueules chargé d'une croisette tréflée du champ. Les armes ont été officialisées par délibération du conseil municipal le 17 mai 1999. Elles ont été réalisées par M. Granier. Elles reprennent les armes de la province du Chablais. Il s'agit d'ailleurs de la seule commune de la cette région a les reprendre. Les outils sont une référence au nom de la commune, qui trouve son origine dans l'essartage et à l'abbaye d'Aulps, à laquelle la paroisse appartenait, par la croix tréflée. |